# Digory Kirke
Pour les articles homonymes, voir Kirke.
Digory Kirke (avec Polly Plummer) est le premier héros du monde enchanté et magique de Narnia, écrit par Clive Staples Lewis. Mais avant de voir la création du monde de Narnia, ils devront braver l'oncle Andrew et la sorcière de Charn : Jadis. Dans Londres ou dans le Bois d'Entre-les-mondes ils devront se montrer très braves pour sauver le Monde féerique et fantastique de Narnia. Plus tard (dans Le Lion, la Sorcière blanche et l'Armoire magique) Digory devint le célèbre professeur Kirke qui va loger les quatre enfants Pevensie dans son grand manoir à la campagne et sera témoin (de loin), de leurs aventures avec l'Armoire Magique.
C'est notamment lui qui fonda l'Armoire Magique avec des pépins d'une pomme donnée par Aslan à Narnia. Lors de son retour en Angleterre, il la planta, puis un orage s’abattit et l'arbre tomba. C’est avec son bois que fut construite l'Armoire Magique. Ce qui explique les qualités surnaturelles de celle-ci  et surtout le fait qu’elle puisse mettre en relation l’Angleterre et le monde de Narnia.